# Résurrection (film, 1910)
Pour les articles homonymes, voir Résurrection (homonymie).
Résurrection est un film français réalisé par Henri Desfontaines et André Calmettes sorti en 1910. C'est une adaptation du roman de Tolstoï. Le film est produit par la société Le Film d’Art,.

## Distribution
- Henri Pouctal
- Henri Étiévant
- Madeleine Roch
- Philippe Garnier
- Camille Dumény